# Europese Gemeenschap

Deelnemende staten Europese Gemeenschap in 1957

De Europese Gemeenschap of Europese Economische Gemeenschap, opgericht in 1958, was een van de drie Europese Gemeenschappen die in 1967 werden gefuseerd en in 1993 werden ondergebracht bij de Europese Unie, de andere Gemeenschappen waren de Europese Gemeenschap voor Atoomenergie (Euratom), eveneens opgericht in 1958 en de Europese Gemeenschap voor Kolen en Staal (EGKS), opgericht in 1951 met een looptijd van 50 jaar. Men ziet deze drie gemeenschappen als eerste pijler van de Europese Unie. Dat is geen officiële benaming maar een verklarend begrip voor de structuur van de Europese Unie, die bij de oprichting in 1992 een dakorganisatie was en nog geen eigen juridische status had.

## Ontwikkelingen

### Drie Europese Gemeenschappen
In 1951 richtten België, de Bondsrepubliek Duitsland, Frankrijk, Italië, Luxemburg en Nederland in Parijs voor de duur van 50 jaar de Europese Gemeenschap voor Kolen en Staal (EGKS) op, een samenwerkingsverband met enkele supranationale bevoegdheden (besluitvorming vanuit de deelnemende landen overgedragen aan het samenwerkingsverband). Het ging er daarbij vooral om op een diplomatieke manier de winning en productie van kolen en staal in West-Duitsland en Frankrijk te kunnen controleren, de belangrijkste grondstoffen voor de wapenindustrie. Men hoopte zo een nieuwe oorlog tussen beide vechtersbazen te kunnen voorkomen. Daarvoor kwam er een gemeenschappelijke Hoge Autoriteit en werd het overleg gevoerd in de Gemeenschappelijke Vergadering.
Een grote meerderheid van de Nederlandse bevolking stond achter verdergaande samenwerking in Europees verband. Dat bleek bijvoorbeeld uit een proefreferendum in Delft en Bolsward, waar bij een hoge opkomst meer dan 90% voor een Verenigd Europa met een eigen Grondwet stemden. Ook in de andere lidstaten werd er zo over gedacht,
In 1958 werd naast de EGKS de Europese Economische Gemeenschap (EEG) opgericht om de samenwerking tussen de lidstaten uit te kunnen breiden naar andere terreinen van de economie, namelijk het transport en de landbouw. Dat gebeurde met het Verdrag van Rome. Als beleidsorgaan in deze organisatie werd de Europese Commissie opgericht, waarin ervarenbestuurders uit de lidstaten zitting namen. Europees commissaris van het eerste uur was de Nederlandse politicus Sicco Mansholt, die van beroep boer was geweest. Hij gaf de eerste 15 jaar invulling aan het beleidsterrein landbouw en zette daarmee de nieuwe organisatie EEG internationaal op de kaart.
In 1958 werd ook de Europese Gemeenschap voor Atoomenergie (Euratom) opgericht.
In 1967 kwamen de lidstaten een Fusieverdrag overeen waarbij de EEG, Euratom en EGKS werden gebundeld en gezamenlijk één Commissie kregen, één ministerraad en één begroting. De Hoge Autoriteit van de EGKS werd opgeheven.
De economie van de EEG draait goed en in 1973 sluiten het Verenigd Koninkrijk, Ierland en Denemarken zich bij de Gemeenschap aan, in 1981 Griekenland en in 1986 Spanje en Portugal.

### Europese Unie
In 1993 werd door de 12 lidstaten van de EEG de Europese Unie, opgericht, met het Verdrag van Maastricht. De Europese Unie was een koepelorganisatie van waaruit samenwerking door de lidstaten op drie verschillende beleidsterreinen zou worden geïntensiveerd. De drie bestaande gemeenschappen EGKS, EEG en Euratom werden bij de Unie ondergebracht, met de hen door de lidstaten eerder gegeven supranationale bevoegdheden, rechten en verplichtingen. De gebundelde 'oude' Europese gemeenschappen werden gezien als basis van de nieuwe Europese Unie en de beleidsterreinen die voorheen binnen deze drie gemeenschappen werden behandeld, vielen nu onder de Europese Unie. Men noemt dit de eerste pijler. De Europese Economische Gemeenschap krijgt een nieuwe naam, Europese gemeenschap met de volgende beleidsterreinen:
In het verdrag van Maastricht werd ook besloten te gaan samenwerken bij het buitenlands en veiligheidsbeleid, dat wordt de tweede pijler genoemd, en op het beleidsterrein justitie en binnenlandse zaken, de derde pijler.
Op 1 januari 1993 gaan de interne grenzen open.
Door het Verdrag van Amsterdam, besloten door de lidstaten in 1999, werden de bevoegdheden van de Europese Gemeenschap groter doordat een deel van de bevoegdheden daarheen werd overgeheveld vanuit de zogenaamde derde pijler.
In 2002 verviel na 50 jaar het verdrag waarmee de EGKS was opgericht, dit was vooraf afgesproken, een looptijd van 50 jaar. Met het Verdrag van Nice werd er voor gezorgd dat de bevoegdheden van de EGKS werden overgeheveld naar de Europese Gemeenschap. De Europese Gemeenschap werd zodoende een van de twee Europese Gemeenschappen in de eerste pijler. De Europese Gemeenschap hield op te bestaan in 2009, met de afschaffing van de pijlerstructuur door het Verdrag van Lissabon.

## Schema
|                          |                                        |                                                          |                                                          |                                                          |                                                          |                           |                           |                    |      |          |      |
| 1948                     | 1952                                   | 1958                                                     | 1967                                                     | 1987                                                     | 1993                                                     | 1993                      | 1999                      | 2002               | 2003 | 2009     | 2011 |
| Brussel                  | EGKS                                   | EEG / Euratom                                            | Fusieverdrag                                             | Europese Akte                                            | EU-Verdrag                                               | EU-Verdrag                | Amsterdam                 |                    | Nice | Lissabon |      |
|                          |                                        |                                                          | Europese Gemeenschap voor Kolen en Staal (EGKS)          |                                                          |                                                          |                           |                           |                    |      |          |      |
|                          |                                        | Europese Gemeenschap voor Atoomenergie (EURATOM)         |                                                          |                                                          |                                                          |                           |                           |                    |      |          |      |
|                          | Europese Economische Gemeenschap (EEG) | Europese Economische Gemeenschap (EEG)                   | → P Ĳ L E R S →                                          |                                                          | Europese Gemeenschap (EG)                                | Europese Gemeenschap (EG) | Europese Gemeenschap (EG) | Europese Unie (EU) |      |          |      |
|                          | ↑Europese Gemeenschappen↑              | ↑Europese Gemeenschappen↑                                | ↑Europese Gemeenschappen↑                                | Justitie & Binnenlandse Zaken (JBZ)                      | Europese Gemeenschap (EG)                                | Europese Gemeenschap (EG) | Europese Gemeenschap (EG) | Europese Unie (EU) |      |          |      |
|                          |                                        | Politiële & justitiële samenwerking in strafzaken (PJSS) | → P Ĳ L E R S →                                          |                                                          |                                                          |                           |                           | Europese Unie (EU) |      |          |      |
|                          | Europese politieke samenwerking (EPS)  | Gemeenschappelijk buitenlands & veiligheidsbeleid (GBVB) | Gemeenschappelijk buitenlands & veiligheidsbeleid (GBVB) | Gemeenschappelijk buitenlands & veiligheidsbeleid (GBVB) | Gemeenschappelijk buitenlands & veiligheidsbeleid (GBVB) |                           |                           | Europese Unie (EU) |      |          |      |
|                          | Europese politieke samenwerking (EPS)  |                                                          |                                                          |                                                          |                                                          |                           |                           | Europese Unie (EU) |      |          |      |
| West-Europese Unie (WEU) |                                        |                                                          |                                                          |                                                          |                                                          |                           |                           | Europese Unie (EU) |      |          |      |
|                          |                                        |                                                          |                                                          |                                                          |                                                          |                           |                           |                    |      |          |      |